# Allende segunda sección
Allende segunda sección, también llamada San Cándido, es una localidad del municipio de Juárez ubicado en el noroeste del estado mexicano de Chiapas.

## Geografía
La localidad de Allende segunda sección se sitúa en las coordenadas geográficas 17°43′52″N 93°22′07″O / 17.731111, -93.368611, a una elevación de 49 metros sobre el nivel del mar.

## Demografía
Según el Conteo de Población y Vivienda 2005, efectuado por el Instituto Nacional de Estadística y Geografía, Allende segunda sección tenía 169 habitantes, en 2010 la población era de 171 habitantes, y para 2020 había 91 habitantes de los cuales 52 son del sexo masculino y 39 del sexo femenino.
| Gráfica de evolución demográfica de Allende 2.ª Sección (San Cándido) entre 2005 y 2020 |
|                                                                                         |
| INEGI.                                                                                  |